# The Ghost of Tom Joad

The Ghost of Tom Joad est le onzième album de Bruce Springsteen, enregistré en studio en 1995,. L'album a été enregistré et mixé à Thrill Hill durant l'été et l'automne de la même année.
L'album a été principalement enregistré avec une guitare acoustique ; sur la plupart des chansons, les paroles sont une sombre réflexion sur la vie dans le milieu des années 1990, aux États-Unis et au Mexique. Le titre de l'album et de sa chanson éponyme font référence à Tom Joad, le héros du roman Les Raisins de la colère de John Steinbeck.
La sortie de l'album a été suivie d'une tournée solo du Boss nommée Ghost of Tom Joad Tour.
La chanson The Ghost of Tom Joad a été reprise par Rage Against the Machine (en 2000), Solas et Junip.

## Liste des pistes
Toutes les chansons ont été écrites par Bruce Springsteen.
1. The Ghost of Tom Joad
2. Straight Time
3. Highway 29
4. Youngstown
5. Sinaloa Cowboys
6. The Line
7. Balboa Park
8. Dry Lightning
9. The New Timer
10. Across the Border
11. Galveston Bay
12. My Best Was Never Good Enough

## Musiciens
- Bruce Springsteen – basse, guitare, harmonica, chant, production
- Marty Rifkin – guitare
- Danny Federici – accordéon, clavier
- Gary Mallaber – batterie
- Garry Tallent – basse
- Jennifer Condos – basse
- Jim Hanson – basse
- Soozie Tyrell – violon, chant d'arrière-plan
- Patti Scialfa – chant d'arrière-plan
- Lisa Lowell – chant d'arrière-plan
- Toby Scott – ingénieur du son
- Greg Goldman – assistant d'enregistrement
- Terry Magovern – recherches
- Eric Dinyer – jaquette de l'album
- Pam Springsteen – photographe